# Dulkiszki
Dulkiszki (lit. Dulkiškė) – wieś na Litwie, w okręgu uciańskim, w rejonie jezioroskim, w starostwie Turmont.

## Historia
W czasach zaborów ówczesny zaścianek leżał w granicach Imperium Rosyjskiego.
W latach 1921 – 1945 wieś leżała w Polsce, w województwie nowogródzkim (od 1926 w województwie wileńskim), w powiecie brasławskim, w gminie Smołwy.
Według Powszechnego Spisu Ludności z 1921 roku zamieszkiwało tu 46 osób, wszystkie były wyznania rzymskokatolickiego. Jednocześnie 41 mieszkańców zadeklarowało polską przynależność narodową a 6 litewską. Było tu 8 budynków mieszkalnych. W 1931 w 11 domach zamieszkiwało 59 osób.
Wierni należeli do parafii rzymskokatolickiej w Smołwach. Miejscowość podlegała pod Sąd Grodzki w m. Turmont i Okręgowy w Wilnie; właściwy urząd pocztowy mieścił się w m. Turmont.
W miejscowości była umiejscowiona strażnica KOP „Dulkiszki”. W 1932 roku obsada strażnicy zakwaterowana była w budynku prywatnym.